# Warczewiczella marginata
Warczewiczella marginata là một loài lan.
 Tư liệu liên quan tới Warczewiczella marginata tại Wikimedia Commons

## Hình ảnh

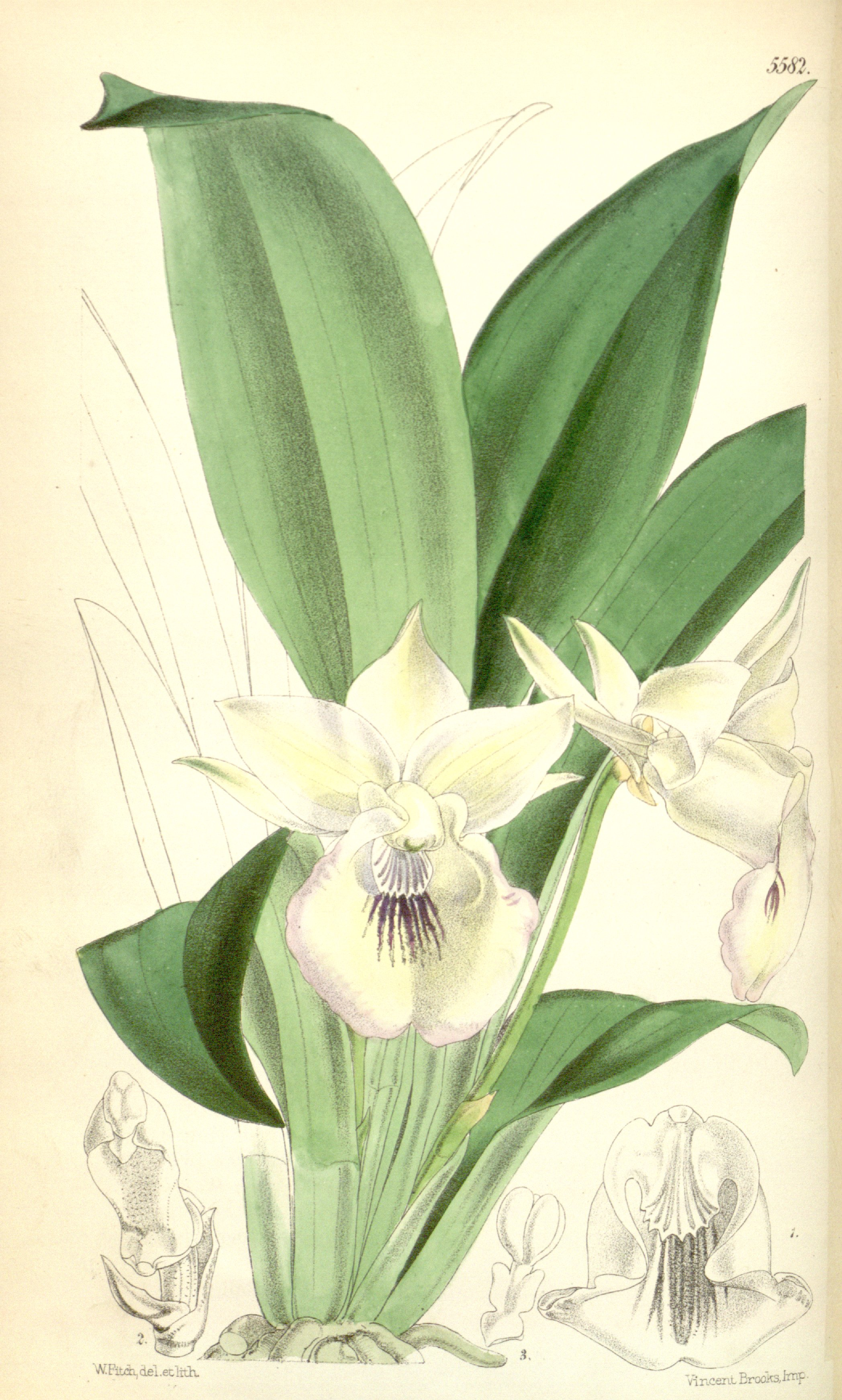
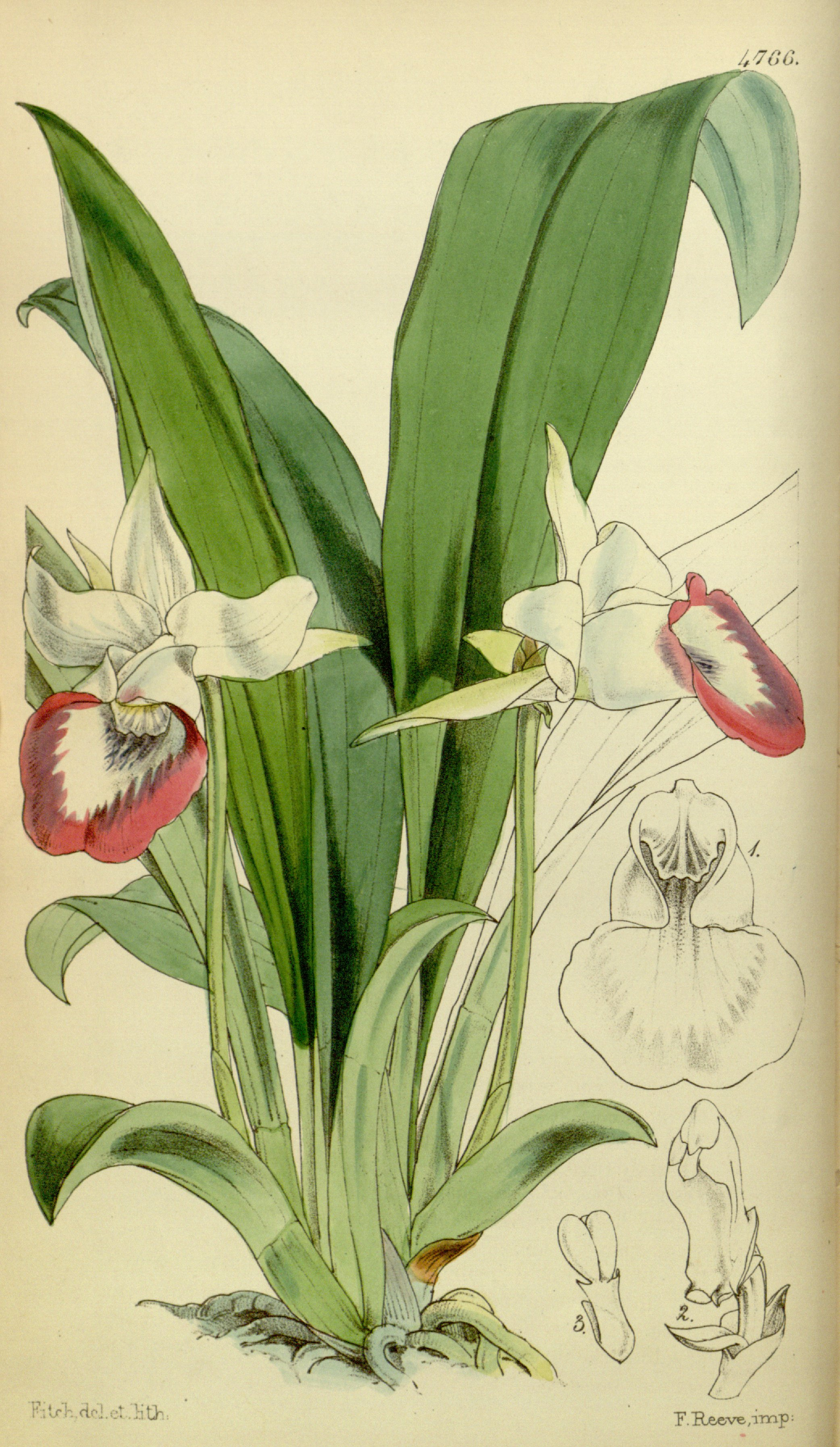
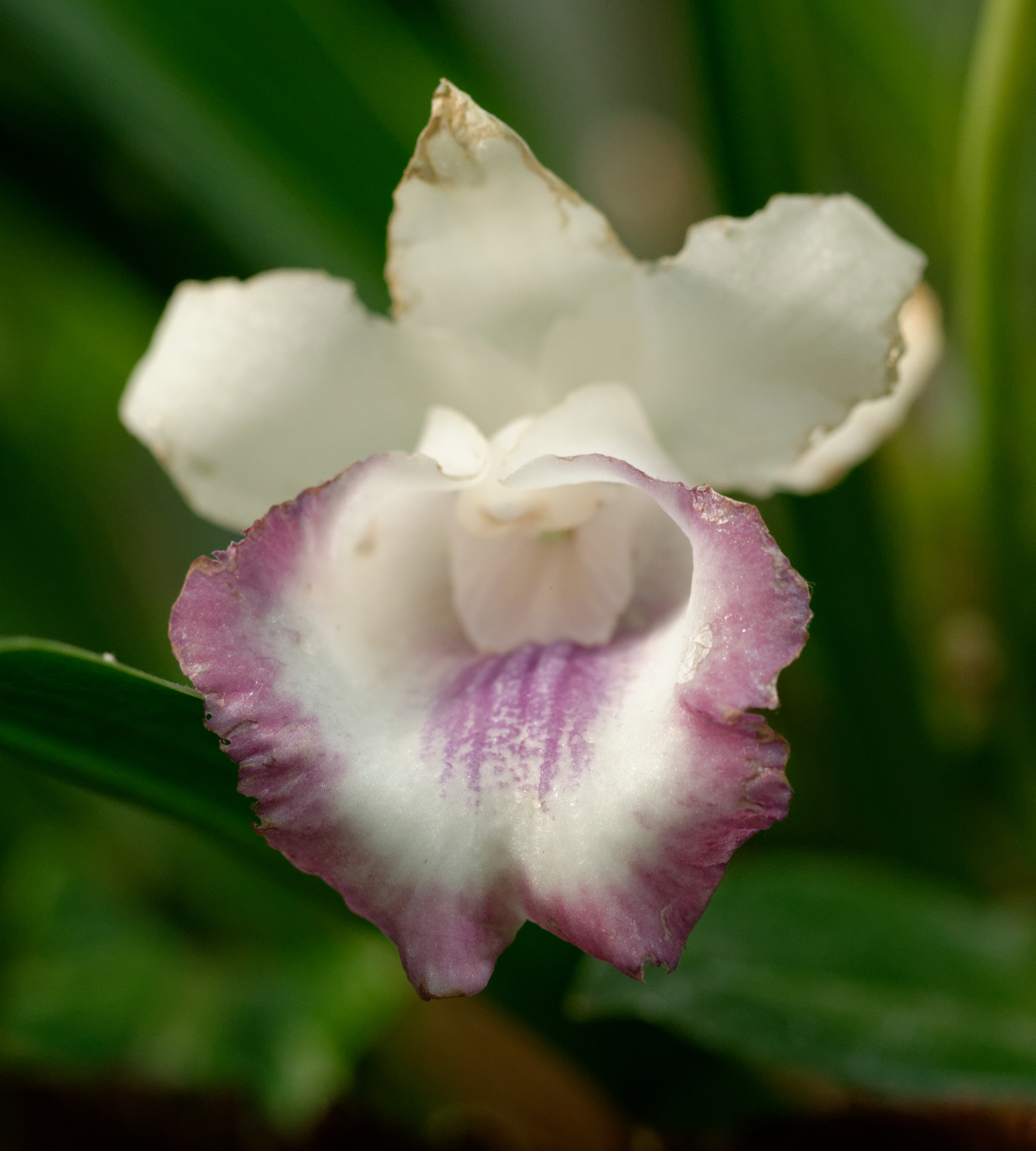